# 卡杜尔
卡杜尔（Kadur），是印度卡纳塔克邦Chikmagalur县的一个城镇。总人口30802（2001年）。

## 人口
该地2001年总人口30802人，其中男性15682人，女性15120人；0—6岁人口3598人，其中男1843人，女1755人；识字率68.25%，其中男性为73.35%，女性为62.96%。